# I Am the Walrus
Az I Am the Walrus a The Beatles együttes kislemeze az 1967-es Magical Mystery Tour albumról, valamint dupla középlemezről (A-oldalán a Hello, Goodbye-jal). A dal szerzője John Lennon.

## Története
Szövege kábítószer-fogyasztás hatására született. A szöveghez az inspirációt az ácsról és rozmárról szóló, Lewis Carroll Alice Csodaországban című művében található vers adta. A szövegben utalás van Smokey Robinson 1965-ös Ooo Baby Baby című dalára ("I'm crying"). Valamint további utalás van Lennon elemi iskolai időszakából ismert mondókából, amit Pete Shottonnal sokat ismételgetett. Ez a mondóka sora ("Yellow matter custard, green slop pie/All mixed with the dead dog's eye") át lett fogalmazva ("Yellow matter custard, dripping from a dead dog's eye").
A szöveg nagy része halandzsa, amire egy rajongói levél hatott, amiben azt írták, hogy a Quarry Bank High School egyik diákja a tanárával Beatles dalok szövegét elemezteti.
A dalt az együttes kilenc nappal menedzserük, Brian Epstein halálát követően kezdte el rögzíteni. Szeptember 5-én és 6-án felénekelték a dalt. Lennon elektromos zongorán és mellotronon játszott, a többiek a szokásos hangszereiken. Három héttel később, szeptember 27-én került sor a nagyzenekari kíséret felvételére. A zenekarban 8 hegedű, 4 cselló és három kürt szólal meg. Ezenkívül a The Mike Sammes Singers énekegyüttes (6 fiú és 6 lány alkotta kórus) valamint további 16 ember énekelte fel a szimfonikus háttér rögzítésére. Emellett George Martin a dal aláfestéseként egy rádiófelvételt is hozzákevert, ami Shakespeare Lear Király című művének rádiójáték adaptációja volt (annak 4. felvonás, 6. színe hallható).
A dalt a kritikusok értetlenkedve fogadták és a slágerlistákon se szerepelt jó helyeken (56. lett az amerikai kislemezlistán). Valamint a BBC be is tiltotta egy időre a dalt a pornographic priestess és a knickers szavak használata miatt.

## Közreműködők
Ian MacDonal szerint:
The Beatles
- John Lennon – duplázott ének, elektromos zongora, mellotron
- Paul McCartney – vokál, basszusgitár
- George Harrison – vokál, szólógitár
- Ringo Starr – dobok

Egyéb közreműködők
- George Martin – zenekari aláfestés
- Sidney Sax, Jack Rothstein, Ralph Elman, Andrew McGee, Jack Greene, Louis Stevens, John Jezzard és Jack Richards – hegedű
- Lionel Ross, Eldon Fox, Brian Martin és Terry Weil – gordonka
- Gordon Lewin – klarinét
- Neill Sanders, Tony Tunstall and Morris Miller – kürt
- The Mike Sammes Singers – háttérvokál